# مارلينه ديتريش
مارلين ديتريش (بالألمانية: Marlene Dietrich)‏ أو مارلينه ديتريش (Maria Magdalene Dietrich؛ 27 ديسمبر 1901 - 6 مايو 1992) ممثلة ومغنية أمريكية ألمانية، رشحت للحصول على جائزة أوسكار. وضع المعهد الأمريكي السينمائي ديتريك في المرتبة التاسعة بين أفضل 100 نجمة.

## سيرة
ولدت ميري ماغادلينه ديتريش في 27 ديسمبر 1901، في شونيبيرغ - برلين، ألمانيا، للويس إيريك أوتو ديتريك وإليسابيث يوسيفينه ني فيلسينغ. تلقت التعليم في برلين وديساو من 1907 إلى 1919. في عام 1922 قامت بعروضها الأولية في مسارح برلين، من بينها "Grosses Schauspielhaus Berlin" أي «بيت التمثيل الكبير برلين» للمخرج ماكس راينهاردت. وبعد ذلك قامت بأدوار ثانوية في بعض الأفلام. في 17 مايو 1923 تزوجت من رودولف سيبير (1897 - 1976)، وفي العام التالي رزقت بابنة (ماريا إليسابيث).
في سنة 1929 قامت بأول دور رئيسي لها في فيلم "Die Frau, nach der man sich sehnt". أي «المرأة التي تحن للشخص» وفي نفس العام حضرت لفيلم آخر هو "Der blaue Engel" أي «الملاك الأزرق»، الذي عرض لأول مرة في 1 أبريل 1930 في برلين. وبعد يوم غادرت إلى الولايات المتحدة الأمريكية لمواصلة سيرتها الفنية. عرض أول فيلم لها في الولايات المتحدة في 14 نوفمبر 1930 وهو "Morocco". مثلت في عدة أفلام بعد ذلك وحصلت على الجنسية الأمريكية في 6 مارس 1937. بين سنتيّ 1944 و1945 أخذت تتنقل بين شمال أفريقيا وأوروبا للغناء. في عام 1950 حصلت على وسام الشرف (Légion d'honneur) من الحكومة الفرنسية. بين عامي 1953 و1954 واصلت عروضها في لاس فيغاس ولندن. في سنة 1960 أصدرت كتاب "Dietrich's ABC". قامت بآخر عروضها الموسيقية في سنة 1974. وصورت آخر أفلاهما سنة 1975 وهو "A Gigolo".
في سنة 1979 أصدرت سيرة ذاتية باسم "nur mein Leben" أي «حياتي فقط». كما صدر عنها فيلم وثائقي اسمه "Marlene" عام 1984 بواسطة ماكسيميليان شيل. في 6 مايو 1992 توفيت مارلينه ديتريك في باريس أثناء نومها، ودفنت في برلين بعد عشرة أيام جوار والدتها.

## وصلات خارجية
- الموقع الرسمي
- مارلينه ديتريش على موقع IMDb (الإنجليزية)
- مارلينه ديتريش على موقع الموسوعة البريطانية (الإنجليزية)
- مارلينه ديتريش على موقع روتن توميتوز (الإنجليزية)
- مارلينه ديتريش على موقع مونزينجر (الألمانية)
- مارلينه ديتريش على موقع ألو سيني (الفرنسية)
- مارلينه ديتريش على موقع ميوزك برينز (الإنجليزية)
- مارلينه ديتريش على موقع تيرنر كلاسيك موفيز (الإنجليزية)
- مارلينه ديتريش على موقع أول موفي (الإنجليزية)
- مارلينه ديتريش على موقع قاعدة بيانات برودواي على الإنترنت (الإنجليزية)
- مارلينه ديتريش على موقع قاعدة بيانات الأفلام السويدية (السويدية)
- صفحة مارلينه ديتريش في موقع allmusic